# Tivoli Calcio 1919
Tivoli Calcio 1919 (wł. Associazione Sportiva Dilettantistica Tivoli Calcio 1919) – włoski klub piłkarski, mający siedzibę w mieście Tivoli, w środkowej części kraju, grający od sezonu 2019/20 w rozgrywkach Eccellenza Laziale.

## Historia
Chronologia nazw:
- 1919: Società Sportiva Tivoli Calcio
- 1926: Società Sportiva Tivoli – po fuzji z S.S. Andrea Doria Tivoli
- 1928: Associazione Calcio 114ª Legione M.V.S.N. Tivoli
- 1930: Unione Sportiva Pro Tivoli
- 1938: G.S. Cartiere Tiburtine
- 1939: Società Sportiva Tivoli
- 2012: klub rozwiązano
- 2012: F.C.D. Tivoli
- 2013: A.S.D. Nuova Tivoli Calcio 1919
- 2014: S.S.D. Tivoli Calcio 1919

Klub sportowy S.S. Tivoli Calcio 1919 został założony w miejscowości Tivoli 21 kwietnia 1919 roku. W sezonie 1920/21 zespół startował w mistrzostwach Promozione Laziale (D2). Po zajęciu drugiej pozycji w regionie awansował do najwyższej klasy mistrzostw. 24 lipca 1921 roku, podczas zgromadzenia na którym przedstawiono Projekt Pozzo, plan reformy mistrzostw, który przewidywał zmniejszenie mistrzostw Pierwszej Dywizji Północnej do zaledwie 24 uczestników w porównaniu z 64 uczestnikami mistrzostw sezonu 1920/21, 24 największe włoskie kluby odłączyli się od FIGC, tworząc federację (CCI) i mistrzostwo (Prima Divisione, znane również jako Torneo delle 24). Klub zdecydował się przejść do CCI, zajmując w sezonie 1921/22 dziewiąte miejsce w mistrzostwach Prima Divisione Laziale. Przed rozpoczęciem sezonu 1922/23 ze względu na kompromis Colombo dotyczący restrukturyzacji mistrzostw, klub został zakwalifikowany do rozgrywek Seconda Divisione Laziale (D2), w których zwyciężył, wracając do pierwszej dywizji. W następnym sezonie 1923/24 zajął czwartą pozycję w mistrzostwach Prima Divisione Laziale i spadł z powrotem do drugiej dywizji.
Po reorganizacji systemu ligi w 1926 i wprowadzeniu najwyższej klasy, zwanej Divisione Nazionale, klub połączył się z S.S. Andrea Doria Tivoli i z nową nazwą S.S. Tivoli w sezonie 1926/27 zajął siódme miejsce w grupie B Seconda Divisione Sud (D3). Ale następnie klub otrzymał promocję do Prima Divisione (D2), ponieważ wszystkie inne zespoły drugiej dywizji, z wyjątkiem Savoia, odmówiły awansu do pierwszej dywizji. W sezonie 1927/28 po 11. kolejce klub został zawieszony w mistrzostwach z powodu niewypłacalności finansowej i został sklasyfikowany na ostatniej 8.pozycji. W 1928 klub zmienił nazwę na A.C. 114ª Legione M.V.S.N. Tivoli. Sezon 1928/29 zakończył na 7.miejscu w grupie A Campionato Meridionale (D3). W sezonie 1929/30 po podziale najwyższej dywizji na Serie A i Serie B poziom Prima Divisione został zdegradowany do trzeciego stopnia. Jednak zespół zrezygnował z udziału w mistrzostwach. W 1930 roku klub został przemianowany na U.S. Pro Tivoli. W sezonie 1930/31 po zajęciu czwartego miejsca w grupie A Terza Divisione Lazio awansował do finału B trzeciej dywizji, gdzie zajął drugie miejsce i otrzymał promocję do Seconda Divisione Lazio (D4). Jednak po zakończeniu sezonu klub zrezygnował z dalszej gry w mistrzostwach FIGC, pozostając nieaktywnym przez kilka lat. W 1935 roku po wprowadzeniu Serie C Prima Divisione została czwartym poziomem ligowym. W 1938 roku klub z nową nazwą G.S. Cartiere Tiburtine startował w sezonie 1938/39 w Prima Divisione Laziale (D4), zajmując ósmą lokatę. W 1939 zmienił nazwę na S.S. Tivoli. Sezon 1939/40 zespół zakończył na 13.miejscu w rozgrywkach Prima Divisione Laziale, ale potem nie brał udziału w mistrzostwach. W 1943 działalność klubu została zawieszona z powodów wojennych.
Po zakończeniu II wojny światowej, drużyna wznowiła działalność i została zakwalifikowana do rozgrywek Serie C, zajmując w sezonie 1945/46 13.miejsce w grupie C Serie C Centro-Sud. W 1950 roku klub spadł do Promozione (D4). W 1952 po kolejnej reorganizacji systemu lig zespół został zdegradowany do Promozione Lazio. W 1953 spadł na rok do Prima Divisione Lazio. W 1956 roku awansował do IV Serie, która w następnym roku zmieniła nazwę na Seconda Categoria Interregionale. W 1958 zespół został zdegradowany do Campionato Dilettanti Lazio, a w 1959 liga została przemianowana na Prima Categoria Lazio. W 1963 i 1965 spadał na rok do Seconda Categoria Lazio, ale po pierwszym sezonie wracał do Prima Categoria. W sezonie 1967/68 zwyciężył w grupie A Prima Categoria Lazio, a potem przegrał playoff z Sora i został zakwalifikowany do Promozione Lazio (D5). W 1969 spadł do Prima Categoria Lazio. W 1973 spadł na rok do Seconda Categoria Lazio (D7). Przed rozpoczęciem sezonu 1978/79 Serie C została podzielona na dwie dywizje: Serie C1 i Serie C2, wskutek czego Prima Categoria została obniżona do siódmego poziomu. W sezonie 1978/79 zespół zwyciężył w grupie C Prima Categoria Lazio i awansował do Promozione Lazio. Sezon 1982/83 zakończył na pierwszym miejscu w grupie A i awansował do Campionato Interregionale (D5). W 1992 został zdegradowany do Eccellenza Lazio. W 1995 spadł na rok do Promozione Lazio. W sezonie 1997/98 przegrał 1:3 mecz o pierwsze miejsce w grupie A z Fregene, a potem w playoff wygrał 0:0, 1:0 w rundzie I z Formia, a w rundzie II 1:0, 0:0 z Alcamo i awansował do Campionato Nazionale Dilettanti (D5), które w 1999 zmienił nazwę na Serie D. W 2002 roku zespół otrzymał promocję do Serie C2, ale po dwóch latach wrócił do Serie D. Następnie w latach 2007-2009 spadał co roku od Eccellenza przez Promozione do Prima Categoria. Przed rozpoczęciem sezonu 2011/12 wycofał się z rozgrywek w grupie E Prima Categoria Lazio, po czym klub został rozwiązany.
W 2012 roku klub reaktywowano jako F.C.D. Tivoli. W sezonie 2012/13 ponownie startował w Prima Categoria Lazio, zajmując 7.miejsce w grupie E. W 2013 klub zmienił nazwę na A.S.D. Nuova Tivoli Calcio 1919, a rok później na A.S.D. Tivoli Calcio 1919. Przed rozpoczęciem sezonu 2014/15 wprowadzono reformę systemy lig, wskutek czego Prima Categoria awansowała na siódmy poziom. Sezon 2014/15 zakończył na czwartej pozycji w grupie D Prima Categoria Lazio. W 2016 awansował do Promozione Lazio, ale po roku został zdegradowany z powrotem do Prima Categoria Lazio. W następnym sezonie po zajęciu drugiego miejsca w grupie D wrócił do Promozione Lazio. W sezonie 2018/19 w grupie B i awansował do Eccellenza Lazio.

## Barwy klubowe, strój
|  |  |

Klub ma barwy amarantowo-niebieskie. Zawodnicy domowe spotkania zazwyczaj grają w amarantowych koszulkach, niebieskich spodenkach oraz niebieskich getrach.

## Sukcesy

### Trofea międzynarodowe
Nie uczestniczył w rozgrywkach europejskich (stan na 31-05-2020).

### Trofea krajowe
| \| \| Zdobyte trofea w rozgrywkach Włoch (stan na: 31-08-2020) \| |                                                          |      |                   |
| Rozgrywki                                                         | Osiągnięcie                                              | Razy | Sezon(y)          |
| · Mistrzostwo                                                     | I miejsce                                                | 0    |                   |
| · Mistrzostwo                                                     | II miejsce                                               | 0    |                   |
| · Mistrzostwo                                                     | III miejsce                                              | 0    |                   |
| · Mistrzostwo                                                     | 4.miejsce                                                | 1    | 1923/24 (Laziale) |
| · Puchar                                                          | zdobywca                                                 | 0    |                   |
| · Puchar                                                          | finalista                                                | 0    |                   |
| · Puchar                                                          | 1/32 finału                                              | 1    | 1922              |
| II liga                                                           | I miejsce                                                | 1    | 1925/26 (Laziale) |
| II liga                                                           | II miejsce                                               | 1    | 1920/21 (Laziale) |
| II liga                                                           | III miejsce                                              | 0    |                   |
| Włochy                                                            | Zdobyte trofea w rozgrywkach Włoch (stan na: 31-08-2020) |      |                   |

- Serie C Centro (D3):
  - mistrz (1x): 1947/48 (O)

## Poszczególne sezony

### Rozgrywki międzynarodowe

#### Europejskie puchary
Nie uczestniczył w rozgrywkach europejskich.

### Rozgrywki krajowe
| \| Włochy \| Bilans występów klubu w rozgrywkach piłkarskich Włoch (Stan na 31 sierpnia 2020 r.) \| \| | |        |       |   |   |   |    |    |     | |        |        |      |
| Poziom                                                                                                 | Rozgrywki | Sezony | Mecze | Z | R | P | B+ | B– | Pkt | Lata | Awanse | Spadki | Naj. |
| I | Prima Divisione Laziale | 2      |       |   |   |   |    |    |     | 1921/22, 1923/24                                                                                        | 0      | 1      | 4    |
| II | Promozione Laziale, Seconda Divisione, Campionato Meridionale | 6      |       |   |   |   |    |    |     | 1920/21, 1922/23, 1924–1926, 1927–1929                                                                  | 2      | 2      | 1    |
| III | Seconda Divisione Sud, Serie C | 6      |       |   |   |   |    |    |     | 1926/27, 1945–1950                                                                                      | 1      | 1      | 1    |
| IV | Prima Divisione Laziale, Promozione, IV Serie, Seconda Categoria Interregionale, Serie C2                                                                                          | 8      |       |   |   |   |    |    |     | 1938–1940, 1950–1952, 1956–1958, 2002–2004                                                              | 0      | 4      | 8    |
| V | Terza Divisione Lazio, Promozione Lazio, Campionato Dilettanti Lazio, Prima Categoria Lazio, Campionato Interregionale, Campionato Nazionale Dilettanti, Serie D, Eccellenza Lazio | 31     |       |   |   |   |    |    |     | 1930/31, 1952/53, 1954–1956, 1958–1963, 1964/65, 1966–1969, 1983–1992, 1998–2002, 2004–2007, od 2019/20 | 2      | 7      | 1    |
| | Puchar Włoch | 0      |       |   |   |   |    |    |     | | 0      | 0      |      |
| Włochy                                                                                                 | Bilans występów klubu w rozgrywkach piłkarskich Włoch (Stan na 31 sierpnia 2020 r.)                                                                                                |        |       |   |   |   |    |    |     | |        |        |      |

## Struktura klubu

### Stadion
Klub piłkarski rozgrywa swoje mecze domowe na Stadio Olindo Galli w Tivoli o pojemności 3500 widzów.

### Derby
- Pro Tivoli
- Alba Roma
- Tiberis Roma
- AS Roma
- S.S. Lazio